# Forest Hills–71.ª Avenida (línea Queens Boulevard)
Forest Hills–71ª Avenida es una estación en la línea Queens Boulevard del Metro de la Ciudad de Nueva York, localizada en Queens Boulevard en la 75° Avenida (Continental) en Forest Hills, Queens.
Esta estación expresa es la terminal para los trenes de los servicios G, R y V. Al este de esta estaciona, hay vías que conllevan al Jamaica Yard, en la cual sirven a todos los trenes de la línea Queens Boulevard y es usada para los trenes locales. Después de aquí, los trenes del servicio F continúan hasta Jamaica–Calle 179. Los trenes del servicio E continúan en vías expresas (excepto en las noches, madrugadas, y fines de semana) hasta Jamaica Center–Parsons/Archer, con servicio limitado de hora pico hacia la Calle 179.
En el actual mapa de la MTA y folletos de horarios, la estación aparece con el nombre de "Forest Hills–71st Avenue." En el pasado, aparecía como "Continental Avenue" (el nombre alternativo de la 71° Avenida). Al 2007, los letreros de las plataformas aparecen como "71–Continental Av–Forest Hills".

## Conexiones de autobuses
- Q23
- Q64